# 魯內·達姆克

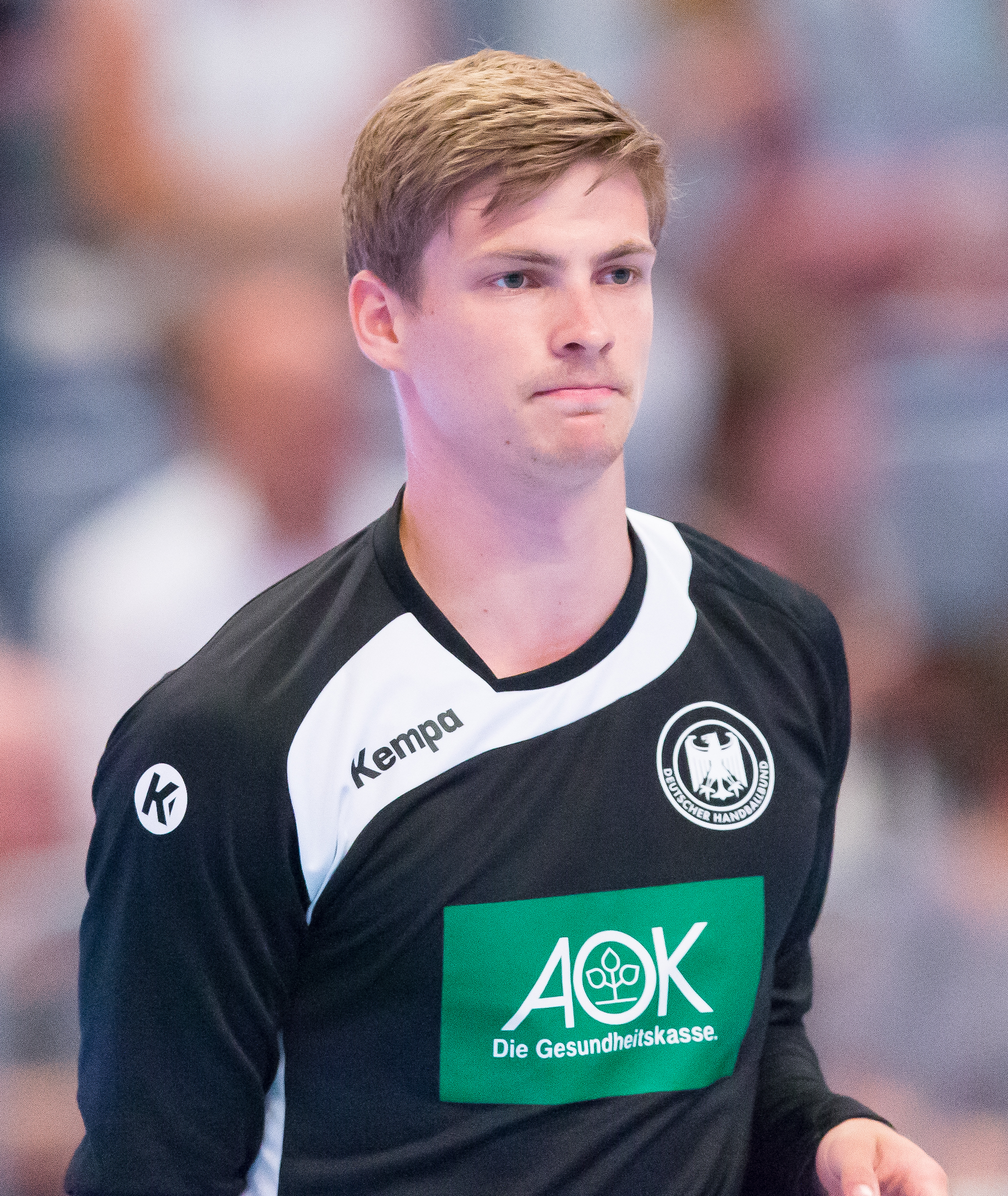

魯內·達姆克（德語：Rune Dahmke，1993年4月10日—）生於基尔，是德國的一位男子手球運動員。他所屬於手球俱樂部THW基爾，並且也代表德國國家男子手球隊參賽。